# Noahs Ark (navire de croisière)
Le Noahs Ark est un ferry commandé en 1979 au chantier naval Perama Shipyards de Perama par la compagnie grecque Laconias Shipping sous le nom de Taygetos, mais la compagnie fait faillite la même année et la construction est arrêtée. En 1987, le navire est vendu à Sea Venture Cruises et devient le Sea Venture, mais la construction n’est pas reprise. Dans les années 1990, il est renommé Noahs Ark à la suite de son rachat par Atlantic. Néanmoins, il reste désarmé à Éleusis. En 2004, il est vendu à la casse et détruit à Aliağa.

## Histoire
Le Noahs Ark est un ferry commandé en 1979 au chantier naval Perama Shipyards de Perama par la compagnie grecque Laconias Shipping sous le nom de Taygetos, mais la compagnie fait faillite la même année et la construction est arrêtée.
En 1987, le navire est vendu à Sea Venture Cruises qui projette d’en faire un navire de croisière et le renomme Sea Venture, mais la construction n’est pas reprise.
Dans les années 1990, il est renommé Noahs Ark à la suite de son rachat par Atlantic. Néanmoins, il reste désarmé à Éleusis jusqu’à sa vente à la casse. Il est détruit à Aliağa en 2004.